# Daoud Hari
Daoud Hari of Suleyman Abakar Moussa is een Soedanees stamlid uit Darfur. Hari heeft gewerkt als tolk voor verschillende hulporganisaties en verscheen in de internationale pers tijdens het Darfurconflict. 

## Biografie
In 2006 werd hij tijdens een reportage in het door oorlog verscheurde Soedan samen met de bekende journalist Paul Salopek (winnaar van de Pulitzerprijs) gearresteerd door de Soedanese autoriteiten op beschuldiging van spionage. Na maanden van gevangenschap waarbij Hari en Salopek en hun Tsjadische chauffeur "Ali" verschillende keren zijn gemarteld, werden zij na internationaal aandringen van onder andere Amerikaanse militairen, de Paus en Bono en na bemiddeling van Bill Richardson, de gouverneur van New Mexico, vrijgelaten. Hari kreeg hierna politiek asiel in de Verenigde Staten, waar hij in 2008 het boek The Translator: A Tribesman's Memoir of Darfur schreef, in samenwerking met de journalisten Dennis Burke en Megan McKenna, om aandacht te vragen voor de bevolking van Darfur. Daoud Hari woont nu in Baltimore.
Het boek is in het Nederlands vertaald door Mireille Vroege en uitgegeven onder de naam De Tolk, mijn verhaal van Darfur.